# 프레데리카 (이름)
프레데리카 (frederica)는 "평화로운 통치자"라는 뜻의 여성형 이름이다. 이는 게르만 기원의 남성 이름 프레드릭과 밀접한 관련이 있다. 이 의미는 게르만 단어 요소로 평화를 뜻하는 frid와 "군주"나 "권력"을 뜻하는 ricc에서 파생되었다.

## 변종
- Federica (페데리카) - 이탈리아어
- Freddy (프레디) - 영어
- Freddie (프레디) - 영어
- Freddi (프레디) - 영어
- Freddey (프레디) - 영어
- Frederica (프레데리카) - 영어, 포르투갈어
- Frederikke (프레데리케) - 덴마크어
- Frédérique (프레데리케) - 프랑스어
- Frédérika (프레데리카) - 프랑스어
- Fredrika (프레드리카) - 핀란드어, 스웨덴어
- Frici (프리키) - 헝가리어
- Friederike (프리데리케) - 독일어
- Friðrika (프리드리카) - 아이슬란드어
- Fritzi (프리치)  - 독일어
- Fryderyka (프리데리카) - 폴란드어
- Φρειδερίκη (프리데리키) - 그리스어
- Rica (리카) - 영어
- Riika (리이카) - 핀란드어
- Riikka (리이카) - 핀란드어
- Rika (리카) - 네덜란드어, 스웨덴어
- Rike (리케) - 독일어
- Rikke (리케) - 덴마크어
- Frederiek (프레데릭) - 네덜란드어

## 같이 보기
- 프레데리카
- 프레데리카 공주